# Арсенат калия
Арсенат калия — неорганическое соединение,
соль калия и мышьяковой кислоты с формулой K3AsO4,
бесцветные кристаллы,
растворяется в воде, сильный яд. 

## Физические свойства
Арсенат калия образует бесцветные расплявающиеся кристаллы
ромбической сингонии,
пространственная группа C ccm,
параметры ячейки a = 1,0601 нм, b = 1,1352 нм, c = 1,6940 нм, Z = 16.
Растворяется в воде и этаноле.